# ミーケル・アクサル
ミーケル・アクサル（Mihkel Aksalu, 1984年11月7日）は、旧ソビエト連邦、エストニア出身のサッカー選手。ポジションはゴールキーパー。

## 所属クラブ
- FCクレッサーレ 2000-2002

→  ムフマJK 2000-2001 (loan)
→  ソルヴェJK 2002 (loan)
- HÜJKエマステ 2003
- FCフローラ・タリン 2003-2010

→  JKテルヴィス・パルヌ 2003-2005 (loan)
→  フローラ･タリン2 2006  (loan)
- シェフィールド・ユナイテッドFC 2010-2012

→  マンスフィールド・タウンFC 2010  (loan)
- フローラ・タリン 2012

→  フローラ・タリン2 2012  (loan)
- SJKセイナヨキ 2013-

## 代表
- エストニア代表 2007-